# Bernard Combet
Pour les articles homonymes, voir Combet.
Bernard Marcel Combet est un nageur français né le 21 septembre 1953 à Montpellier, spécialisé en brasse.
Il est membre de l'équipe de France aux Jeux olympiques d'été de 1972 à Munich, prenant part au 100 mètres brasse ; il est éliminé en séries de qualification. Il est aussi médaillé d'argent sur 100 mètres brasse aux Jeux méditerranéens de 1975 à Alger.
Il a été champion de France de natation en bassin de 50 mètres sur 100 mètres brasse à l'hiver 1971, en 1973, 1974, 1975 (hiver et été pour ces trois années), à l'hiver 1976 et à l'été 1977. Il est aussi champion de France sur 200 mètres brasse à l'hiver 1971, en 1973 et 1974 (hiver et été), à l'été 1975 et à l'hiver 1976 ainsi que sur 4 × 100 m 4 nages aux étés 1969, 1970, 1971, 1972, 1973, 1974, 1975 et 1976.
En club, il a été licencié au Cercle des nageurs de Marseille.